# Бајо Мирковић
Бајо Мирковић (Глисница, Пљевља, 1917 — Београд, 1982) био је српски архитекта и урбаниста, познат по свом доприносу развоју Пљевља и архитектонској структури тог града након Другог светског рата.

## Биографија
Бајо Мирковић рођен је у пљевљанском селу Глисница 1917. године. Дипломирао је архитектуру на Техничком факултету Универзитета у Београду 1945. године. Студирао је и историју уметности, али није дипломирао на овом одсеку. Након студија, радио је у различитим државним органима од 1945. до 1954. године, а затим је био укључен у рад Општинског одбора за стамбену изградњу у Пљевљима.
Од 1954. до 1973. године, као главни градски архитекта, Мирковић је био одговоран за бројне пројекте у Пљевљима, укључујући јавне институције, стамбене објекте и индустријске комплексе. 
Као архитекта, Мирковић је био познат по томе што је успешно комбиниовао модерне архитектонске форме са традиционалним елементима, посебно у обликовању кровова који подсећају на планинске врхове и кровове планинских колиба. Његова дела комбинују модерне материјале и естетику са локалним архитектонским наслеђем.

## Дела
Нека од најзначајнијих дела Баја Мирковића укључују:
- Хотел Пљевља (1970) – архитекта је на овом пројекту користио традиционалне елементе у комбинацији са модерним приступом, што је резултирало објектом који има асоцијације на пагоде.
- Зграда Електродистрибуција на Јалији (1968)
- Робна кућа "Пролеће" у Пљевљима (1968)
- Стамбено-пословни блокови 1, 2, 3 у Пљевљима (1970)
- Трећа основна школа у Пљевљима (1970)
- Кућа Вукићевића, Пљевља (1969)
- Гимназија Танасије Пејатовић (нови део)
- Зграда бивше Пљеваљске банке, сада Атлас банка
- Различити пројекти за села и мале школе

## Чланци и слике
У периоду свог рада, Мирковић је написао неколико чланака и направио илустрације. Његови радови су били део бројних издања, укључујући списке о историји уметности и архитектуре.

## Лични живот
Поред архитектуре, Мирковић се интересовао за сликарство и музику. Био је полиглота и говорио је немачки и француски, као и латински. Такође је свирао виолину и уживао у музици.

## Смрт и наследство
Бајо Мирковић преминуо је 1982. године у Београду, а посмртни остаци су му сахрањени на градском гробљу у Пљевљима. Његова дела и данас представљају важан део архитектонског наслеђа Пљевља и шире.